# Кочо Йоан Българин
Кочо Йоан Българин е гръцки революционер от български произход, герой от Гръцката война за независимост.

## Биография
Кочо Йоан е роден в Тиквеш. При избухването на Гръцкото въстание в 1821 година заминава за Гърция и се включва във въстаническите части. Участва в много важни боеве, като проявява голяма храброст, заради която е повишен в командир на отряд от 50 души. Подпомага Хаджи Христо Българин при създаването и организирането на нередовната въстаническа конница, като със свои пари закупува 16 коня.